# Malita
Malita ist eine philippinische Stadtgemeinde in der Provinz Davao Occidental. Sie hat 117.746 Einwohner (Zensus 1. August 2015).

## Baranggays
Malita ist politisch in 30 Baranggays unterteilt.
| - Bito - Bolila - Buhangin - Culaman - Datu Danwata - Demoloc - Felis - Fishing Village - Kibalatong - Kidalapong - Kilalag - Kinangan - Lacaron - Lagumit - Lais | - Little Baguio - Macol - Mana - Manuel Peralta - New Argao - Pangian - Pinalpalan - Poblacion - Sangay - Talogoy - Tical - Ticulon - Tingolo - Tubalan - Pangaleon |